# Ceppi
I ceppi (in italiano chiamati anche ferri, gambali, catene ai piedi o manette ai piedi) sono uno strumento di coercizione fisica utilizzato sulle caviglie di una persona per consentire di camminare solo con un passo limitato e per prevenire la corsa o la resistenza.
I ceppi sono generalmente utilizzati su prigionieri e schiavi.

## Storia

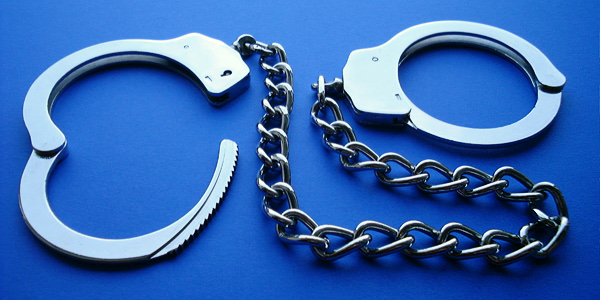
Ceppi fabbricati a Taiwan

I primi ceppi trovati negli scavi archeologici risalgono alla preistoria. Questo tipo di dispositivo è anche menzionato nella Bibbia.

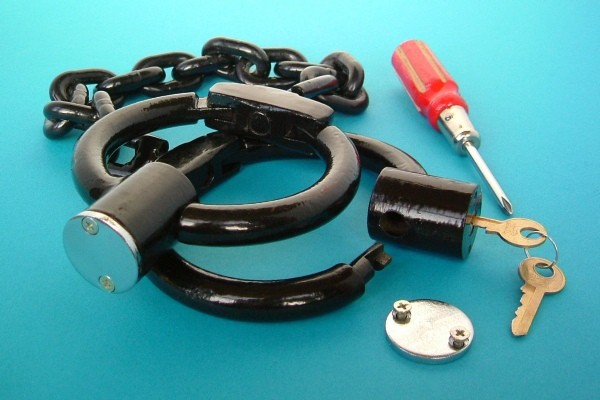
Ceppi pesanti cinesi, essendo prodotti per l'uso a lungo termine dispongono di una copertura metallica per proteggere la serratura da polveri o manomissioni

Ai tempi dei Romani esistevano già diversi tipi di coercizione fisica, generalmente saldati sulle caviglie poiché privi di serratura. Questi sono stati ampiamente utilizzati nel medioevo ma il loro uso è diminuito quando la produzione di massa ha reso accessibile la fabbricazione di serrature integrate in tali sistemi di ritenuta.
Le prime serrature integrate erano spesso di un semplice tipo a vite, ma presto si svilupparono nel tipo "Darby". In Europa questi continuarono ad essere utilizzati fino alla metà del XX secolo, mentre negli Stati Uniti dalla fine del XIX secolo in poi furono inventati e prodotti molti nuovi modelli, prima che manette e gambali di tipo Peerless diventassero lo standard diversi decenni fa.
Un tipo di ceppo, chiamato "Oregon Boot" o "Gardner Shackle", fu brevettato dal Guardiano penitenziario dell'Oregon State JC Gardner nel 1866. Consisteva in una banda di ferro che era chiusa intorno a una delle caviglie dei prigionieri che era sostenuta da bretelle di metallo che scendevano e sotto il piede dei prigionieri. Il peso sulla caviglia restringeva i movimenti dei prigionieri per evitarne la fuga e l'uso a lungo termine avrebbe causato gravi lesioni a chi li indossava. L'uso di questo tipo di ceppo terminò alla metà del XX secolo.

## Uso controverso
Rispetto alle manette, l'uso dei ceppi può essere trovato meno restrittivo. Pertanto, le autorità carcerarie di diversi paesi ritengono accettabile il loro uso a lungo termine. Per evitare la condonazione di questa pratica controversa, i paesi dell'Unione Europea hanno vietato l'esportazione di ceppi in paesi extra-UE. I paesi che fanno indossare ceppi ai prigionieri a lungo termine (ovvero anche durante la permanenza in cella) tendono ora a fabbricare i propri strumenti.